# Lorenza Izzo
Lorenza Francesca Izzo Parsons (Santiago, 19 september 1989) is een Chileense actrice en model.
Izzo begon haar carrière als model. Op een modeweek in São Paulo werd ze mede dankzij een ontmoeting met Gisele Bündchen het nieuwe gezicht van het Braziliaans modebedrijf Colcci. Izzo studeerde journalistiek aan de Universiteit van de Andes in Santiago en aan de toneelschool Lee Strasberg Theatre and Film Institute in New York. Ze verhuisde naar Los Angeles voor een rol in de horrorserie Hemlock Grove.
In 2014 trouwde Izzo met de Amerikaanse acteur en filmregisseur Eli Roth. In 2018 kondigden ze hun scheiding aan.